# Grafschaft Bouteville
Die Herrschaft und spätere Grafschaft Bouteville und die Burg Bouteville  wurden im Zusammenhang mit den Normannenüberfällen gegründet. 

## Besitzer
Die Festung der Grafen von Angoulême kam nach dem Ende der normannischen Bedrohung in den Besitz von Maynard le Riche, Seigneur d’Archiac, und über dessen Tochter Pétronille zurück an die Grafen von Angoulême. Mit der Grafschaft kam Bouteville an das Haus Lusignan und 1308 an die französische Krone.
Weitere Besitzer von Bouteville waren Königin Johanna II. von Navarra (1311–1349) und Aimery III. de La Rochefoucauld († 1362), der Bouteville von Jean de Valois, duc de Berry als Belohnung für seine Dienste im Kampf gegen die Engländer erhielt. Nachdem die Burg zeitweise im Besitz der Engländer war, wurde die Herrschaft 1400 Teil der Apanage, die Louis de Valois, duc d’Orléans als neuer Graf von Angoulême erhielt. Dessen Sohn war Jean de Valois, comte d’Angoulême, der 30 Jahre in englischer Gefangenschaft war, dessen Enkel Charles de Valois, comte d’Angoulême, der durch seine Ehefrau Luise von Savoyen der Vater des Königs Franz I. wurde.
Bouteville jedoch wurde nach dem Tod Luise von Savoyens 1531 an Claude de Montmorency, Seigneur de Fosseux († 1546), verkauft um die Staatskasse in den Kriegen gegen Kaiser Karl V. zu entlasten. Seine Nachkommen führten noch lange den Titel Bouteville, obwohl sich die Burgherrschaft nicht mehr in ihren Händen befand, sondern seit 1559 im Besitz Galeazzo Pico della Mirandolas war, der Bouteville für seine Dienste in der französischen Armee erhielt. Bernard de Béon du Massès († 1628), Ehemann von Louise de Luxembourg, Comtesse de Brienne, erwarb die Burgherrschaft Ende des 16. Jahrhunderts und führte dadurch auch den Titel eines Marquis de Bouteville.
Der Marschall von Frankreich François Henri de Montmorency († 1695) nannte sich Comte de Luxe et de Bouteville, bevor er 1661 zum Duc de Piney-Luxembourg ernannt wurde. Einer seiner Nachkommen wurde dann 1736 sogar zum Herzog von Bouteville ernannt. Der Grafenteil geriet im 18. Jahrhundert offenbar außer Gebrauch, der Herzogstitel wurde von den Nachkommen des Geehrten wohl nicht weiter geführt – beides angesichts von (weiteren) Herzogstiteln, die weitaus höheres Prestige hatten.

## Herren von Bouteville
- François I. de Montmorency († nach 1559), Seigneur de Bouteville
- Louis de Montmorency († 1615), dessen Sohn, Seigneur de Bouteville
- François de Montmorency (1600–1627), dessen Sohn, Comte de Luxe, Seigneur de Bouteville

## Grafen von Bouteville
- François Henri de Montmorency (1628–1695), dessen Sohn, Comte de Luxe et de Bouteville, 1661 Duc de Piney-Luxembourg, Marschall von Frankreich (Maréchal de Luxembourg)
- Charles François I. Frédéric de Montmorency-Luxembourg († 1726), dessen Sohn, 2. Duc de Piney-Luxembourg, Comte de Bouteville
- Charles François II. de Montmorency-Luxembourg († 1764), dessen Sohn, 3. Duc de Piney-Luxembourg, Comte de Bouteville

## Herzöge von Bouteville
- Charles Paul Sigismond de Montmorency-Luxembourg († 1785), Neffe von Charles François I., 2. Duc de Châtillon, 1736 Duc de Bouteville